# Connor Swindells
Connor Swindells (Lewes, East Sussex, 19 de setembro de 1996) é um ator britânico, mais conhecido por interpretar Adam Groff na série de televisão Sex Education.

## Biografia
Ele começou a atuar em 2015, quando viu um cartaz de audição para uma peça local e seu amigo o desafiou a fazer um teste, onde conseguiu o papel principal.
Em 2019, ele apareceu ao lado de Asa Butterfield e Gillian Anderson na série de comédia Sex Education da Netflix, como Adam Groff, o filho do diretor onde interpreta um valentão e tem um relacionamento tenso com seu pai. Seu desempenho foi recebido com uma reação positiva do público.

## Vida pessoal
Entre 2020 a 2021 ele namorou com a atriz Aimee Lou Wood, sua colega na série Sex Education.

## Filmografia

### Cinema
| Ano  | Título        | Papel           |
| ---- | ------------- | --------------- |
| 2018 | Vs.           | Adam            |
| 2019 | The Vanishing | Donald McArthur |
| 2020 | Emma          | Robert Martin   |
| 2021 | Barbarians    | Dan             |
| 2023 | Barbie        | Aaron Dinkins   |

### Televisão
| Ano       | Título            | Papel            | Notas            |
| --------- | ----------------- | ---------------- | ---------------- |
| 2009      | Lie to Me         | Sam              | 1 episódio       |
| 2017      | Harlots           | Mostyn           | 1 episódio       |
| 2017      | Jamestown         | Fletcher         | 1 episódio       |
| 2019–2023 | Sex Education     | Adam Groff       | Elenco principal |
| 2021      | Vigil             | Lt. Simon Hadlow | Elenco principal |
| 2022      | SAS: Rogue Heroes | David Stirling   | Minissérie       |

## Prêmios e indicações
| Ano  | Prêmio               | Categoria                      | Indicação     | Resultado | Ref.  |
| ---- | -------------------- | ------------------------------ | ------------- | --------- | ----- |
| 2017 | Screen International | Estrelas do Amanhã             | Ele mesmo     | Venceu    | [ 3 ] |
| 2019 | MTV Movie Awards     | Melhor Beijo (com Ncuti Gatwa) | Sex Education | Indicado  | [ 4 ] |